# Баллинагалл

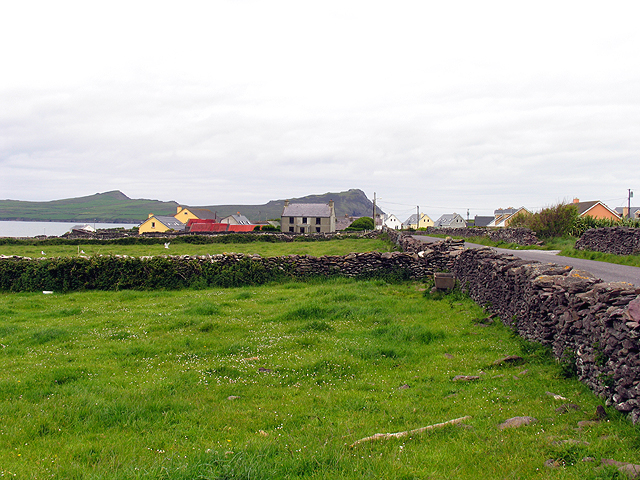

Баллинагалл (англ. Ballydavid / Ballynagall; ирл. Baile na nGall) — деревня в Ирландии, находится в графстве Керри (провинция Манстер).